# Laurence Olivier Awards 2011
Die 35. Laurence Olivier Awards 2011 wurden am 13. März 2011 im Theatre Royal, Drury Lane in London von der Society of London Theatre vergeben, um herausragende Theater- und Musicalproduktionen zu würdigen. Ausgezeichnet wurden Produktionen der Theatersaison 2010/2011. Die Nominierungen waren am 7. Februar 2011 in 25 Kategorien bekannt gegeben worden. 
Die Preisverleihung wurde von Michael Ball und Imelda Staunton moderiert, von Mastercard gesponsert und von der BBC live übertragen. Zu den Gästen der Veranstaltung gehörten Stephen Sondheim, Angela Lansbury, Cameron Mackintosh, Barry Manilow. Es erfolgten Auftritte von Ramin Karimloo, Alfie Boe, Kerry Ellis, Adrian Lester und den Londoner Darstellern der Musicals Legally Blonde und Into the Woods, um nur einige zu nennen. Die Show wurde vom BBC Concert Orchestra unter der Leitung von David Charles Abell begleitet, das Finale von einem Chor der CDS (Conference Drama Schools).

## Hintergrund
Der Laurence Olivier Award (auch Olivier Award) ist ein seit 1976 jährlich vergebener britischer Theater- und Musicalpreis. Er gilt als höchste Auszeichnung im britischen Theater und ist vergleichbar mit dem Tony Award am amerikanischen Broadway. Verliehen wird die Auszeichnung von der Society of London Theatre. Ausgezeichnet werden herausragende Darsteller und Produktionen einer Theatersaison, die im Londoner West End zu sehen waren. Die Auszeichnungen hießen zunächst Society of West End Theatre Awards und wurden 1985 zu Ehren des renommierten britischen Schauspielers Laurence Olivier in Laurence Olivier Awards umbenannt. Die Nominierten und Gewinner der Laurence Olivier Awards „werden jedes Jahr von einer Gruppe angesehener Theaterfachleute, Theaterkoryphäen und Mitgliedern des Publikums ausgewählt, die wegen ihrer Leidenschaft für das Londoner Theater“ bekannt sind.

## Gewinner und Nominierte
| Bestes neues Theaterstück | Bestes neues Musical |
| --- | --- |
| - Clybourne Park von Bruce Norris – Royal Court Theatre - End of the Rainbow von Peter Quilter – Trafalgar Studios - Sucker Punch von Roy Williams – Royal Court Theatre - The Little Dog Laughed von Douglas Carter Beane – Garrick Theatre - Tribes von Nina Raine – Royal Court Theatre                                                      | - Legally Blonde – Savoy Theatre - Fela – National Theatre Olivier - Love Never Dies – Adelphi Theatre - Love Story – Duchess Theatre |
| Beste Wiederaufnahme Theaterstück | Beste Wiederaufnahme Musical |
| - After the Dance – National Theatre Lyttelton - All My Sons – Apollo Theatre - King Lear – Donmar Warehouse - When We Are Married – Garrick Theatre | - Into the Woods – Regent’s Park Open Air Theatre - Passion – Donmar Warehouse - Sweet Charity – Theatre Royal Haymarket |
| Bestes Entertainment | |
| - The Railway Children – Waterloo Station Theatre - Beauty and the Beast – National Theatre Cottesloe - Ghost Stories – Duke of York’s Theatre - Potted Panto – Vaudeville Theatre | |
| Bester Darsteller Theaterstück | Beste Darstellerin Theaterstück |
| - Roger Allam als Sir John Falstaff in Henry IV – Shakespeare’s Globe Theatre - Derek Jacobi als Lear in King Lear – Donmar Warehouse - Rory Kinnear als Prince Hamlet in Hamlet – National Theatre Olivier - Mark Rylance als Valere in La Bête – Comedy Theatre - David Suchet als Joe Keller in All My Sons – Apollo Theatre                 | - Nancy Carroll als Joan in After the Dance – National Theatre Lyttelton - Tracie Bennett als Judy Garland in End of the Rainbow – Trafalgar Studios - Tamsin Greig als Diane in The Little Dog Laughed – Garrick Theatre - Sophie Thompson als Bev/Kathy in Clybourne Park – Royal Court Theatre                                                             |
| Bester Darsteller Musical | Beste Darstellerin Musical |
| - David Thaxton als Giorgio in Passion – Donmar Warehouse - Alex Gaumond als Emmett Forrest in Legally Blonde – Savoy Theatre - Ramin Karimloo als Erik the Phantom in Love Never Dies – Adelphi Theatre - Sahr Ngaujah als Fela Kuti in Fela – National Theatre Olivier - Michael Xavier als Oliver Barratt IV in Love Story – Duchess Theatre | - Sheridan Smith als Elle Woods in Legally Blonde – Savoy Theatre - Sierra Boggess als Christine Daaé in Love Never Dies – Adelphi Theatre - Elena Roger als Fosca in Passion – Donmar Warehouse - Emma Williams als Jenny in Love Story – Duchess Theatre |
| Bester Darsteller in einer Nebenrolle Theaterstück | Beste Darstellerin in einer Nebenrolle Theaterstück |
| - Adrian Scarborough als John Reid in After the Dance – National Theatre Lyttelton - James Laurenson als King Hamlet’s Ghost und The Player King in Hamlet – National Theatre Olivier - Hilton McRae als Anthony in End of the Rainbow – Trafalgar Studios - Lee Ross als Jack Firebrace in Birdsong – Comedy Theatre                           | - Michelle Terry als Sylvia in Tribes – Royal Court Theatre - Sarah Goldberg als Betsy und Lindsey in Clybourne Park – Royal Court Theatre - Anastasia Hille als Aline Solness in The Master Builder – Almeida Theatre - Gina McKee als Goneril in King Lear – Donmar Warehouse - Rachael Stirling als Lady Chiltern in An Ideal Husband – Vaudeville Theatre |
| Beste Leistung in einer Nebenrolle Musical | |
| - Jill Halfpenny als Paulette Bonafonté in Legally Blonde – Savoy Theatre - Josefina Gabrielle als Nickie in Sweet Charity – Theatre Royal Haymarket - Summer Strallen als Meg Giry in Love Never Dies – Adelphi Theatre - Michael Xavier als Cinderella’s Prince und The Wolf in Into the Woods – Regent’s Park Open Air Theatre               | |
| Bester Regisseur / Beste Regisseurin | Bester Choreograph / Beste Choreographin |
| - Howard Davies für The White Guard – National Theatre Lyttelton - Dominic Cooke für Clybourne Park – Royal Court Theatre - Michael Grandage für King Lear – Donmar Warehouse - Thea Sharrock für After the Dance – National Theatre Lyttelton                                                                                                  | - Leon Baugh für Sucker Punch – Royal Court Theatre - Bill T. Jones für Fela – National Theatre Olivier - Stephen Mear für Sweet Charity – Theatre Royal Haymarket - Jerry Mitchell für Legally Blonde – Savoy Theatre |
| Bester Bühnenbildner / Beste Bühnenbildnerin | Bester Kostümdesigner / Beste Kostümdesignerin |
| - Bunny Christie für The White Guard – National Theatre Lyttelton - Lez Brotherston für Design for Living – Old Vic Theatre - Miriam Buether für Earthquakes in London – National Theatre Cottesloe - Bob Crowley für Love Never Dies – Adelphi Theatre                                                                                         | - Hildegard Bechtler für After the Dance – National Theatre Lyttelton - Lez Brotherston für Design for Living – Old Vic Theatre - Bob Crowley für Love Never Dies – Adelphi Theatre - Mark Thompson für London Assurance – National Theatre Olivier |
| Bester Lichtdesigner / Beste Lichtdesignerin | Bester Sounddesigner / Beste Sounddesignerin |
| - Neil Austin für The White Guard – National Theatre Lyttelton - Paul Constable für Love Never Dies – Adelphi Theatre - Mark Henderson für After the Dance – National Theatre Lyttelton - Hugh Vanstone für Deathtrap – Noël Coward Theatre | - Adam Cork für King Lear – Donmar Warehouse - Nick Manning für Ghost Stories – Duke of York’s Theatre - Gareth Owen für End of the Rainbow – Trafalgar Studios - Craig Vear für The Railway Children – Waterloo Station |
| Herausragende Leistungen Ballett | Beste neue Ballettproduktion |
| - Antony Gormley für das Bühnenbild von Babel (Words) – Sadler’s Wells Theatre - John MacFarlane für das Bühnenbild von Asphodel Meadows – Royal Opera House - Yoshie Sunahata sein Trommelspiel in Gnosis, Kodo – Sadler’s Wells Theatre | - Babel (Words) – Sadler’s Wells Theatre - Cinderella, New Adventures – Sadler’s Wells Theatre - Mambo 3XX1, Danza Contemporanea de Cuba – Sadler’s Wells Theatre |
| Herausragende Leistungen Oper | Beste neue Opernproduktion |
| - Christian Gerhaher in Tannhäuser, The Royal Opera – Royal Opera House - Jonas Kaufmann in Adriana Lecouvreur – Royal Opera House - Andrew Shore in L’elisir d’amore, English National Opera – London Coliseum | - La bohème – OperaUpClose (im Soho Theatre) - A Dog’s Heart – London Coliseum - Adriana Lecouvreur – Royal Opera House - Elegy for Young Lovers – Young Vic Theatre |
| Herausragende Theaterleistungen | |
| - Blasted – Lyric Hammersmith Theatre - Ivan and the Dogs – Soho Theatre / ATC - Les Parents terribles – Trafalgar Studios 2 / Donmar Warehouse - The Empire – Royal Court Theatre / Drum Theatre Plymouth | |
| Zuschauerpreis für die beliebteste Show | |
| - We Will Rock You - Billy Elliot - Jersey Boys - Les Misérables | |

## Sonderpreise
| Kategorie                         | Preisträger      |
| --------------------------------- | ---------------- |
| Sonderpreis der Society of London | Stephen Sondheim |

## Statistik

### Mehrfache Nominierungen
- 7 Nominierungen: Love Never Dies
- 6 Nominierungen: After the Dance
- 5 Nominierungen: King Lear, Legally Blonde
- 4 Nominierungen: Clybourne Park, End of the Rainbow
- 3 Nominierungen: Fela, Love Story, Passion, Sweet Charity, The White Guard
- 2 Nominierungen: Adriana Lecouvreur, All My Sons, Babel (Words), Ghost Stories, Hamlet, Into the Woods, Sucker Punch, The Little Dog Laughed, The Railway Children, Tribes

### Mehrfache Gewinne
- 4 Gewinne: After the Dance
- 3 Gewinne: Legally Blonde, The White Guard
- 2 Gewinne: Babel (Words)